# پرتولتیتسه (ناحیه کوتنا هورا)
پرتولتیتسه (به چکی: Pertoltice) یک روستا، شهرداری و شهرستان جمهوری چک در جمهوری چک است که در ناحیه کوتنا هورا واقع شده‌است.